# 马格德堡级小巡洋舰
马格德堡级小巡洋舰（德語：Magdeburg-Klasse）是德意志帝国海军于1910年代建造的四艘小巡洋舰的船级。该船级由首舰马格德堡号、布雷斯劳号、斯特拉斯堡号和施特拉尔松德号所共同组成。四艘同级舰均于1910年架设龙骨，至1912年完工。它们装备有十二门105毫米45倍径速射炮作为主舰炮，但在服役过程中，布雷斯劳号、斯特拉斯堡号和施特拉尔松德号又重新装备了更强大的150毫米炮。它们的满载排水量为4750吨，最高速度为27.5节，但四艘同级舰在速度试验中均超过了这一数值。
马格德堡号在第一次世界大战于1914年8月爆发前都被用作鱼雷试验船，之后被派往波罗的海。它对俄国阵地展开了一系列袭击，最终于扫荡芬兰湾的行动中在爱沙尼亚海岸外围擱淺。俄国巡洋舰拘押了这艘搁浅舰只并缴获了代码簿；还将代码簿的副本交予英国，使其得到了巨大的优势。布雷斯劳号于1912年与战列巡洋舰格本号一同被分配至地中海分队。在避开英国军舰后，两艘舰只抵达君士坦丁堡，并移交奥斯曼海军使用。它主要在黑海参与针对俄罗斯帝国海军的行动，但于1918年1月冒险进入地中海，并在印布洛斯岛海战中触雷沉没。斯特拉斯堡号和施特拉尔松德号则在北海跟随公海舰队服役，以对抗英国人。它们于1914年8月的黑尔戈兰湾海战中有所行动，并于1914－1915年的数次炮击英国海岸的行动期间，为第一侦察集群的战列巡洋舰提供侦察掩护。施特拉尔松德号还出席了多格滩海战，但涉足不深；斯特拉斯堡号则参与了在波罗的海针对俄国人的阿尔比恩行动。这两艘舰都在战争结束后交予协约国支配。其中斯特拉斯堡号移送意大利并更名为“塔兰托号”；它随意大利皇家海军服役直至1943年，继而在意大利投降后被凿沉。德国人将舰只打捞上岸，却又由盟军轰炸机于1943年－1944年的两次空袭中两度击沉，并最终于1946－1947年间报废。施特拉尔松德号则给予法国并更名为“米卢斯号”；它仅服役至1925年便作预备役闲置，并最终于1935年拆解。

## 设计
马格德堡级的设计是根据1908－09年度的预算案所制定。该设计包含了许多创新技术，包括应用于船体的全新纵向框架系统，其开发使得舰只的建造时间被推迟了三至四年。舰身的外形也进行了重新设计以提高效率，并以全新的飞剪式舰艏取代了旧式巡洋舰的撞角式舰艏。它们是首批安装水线装甲带的德国小巡洋舰；这增加了船体的强度，并成为未来数十年间军舰建造的标准惯例。后甲板则被缩短以提供搭载水雷的空间。所有这些特性都成为了后续德国巡洋舰的设计标准。

### 整体特征及机械装置
马格德堡级舰只的水线长度和全长分别为136（446英尺2英寸）和138.7（455英尺1英寸），有13.5（44英尺3英寸）的舷宽，以及4.4（14英尺5英寸）的前吃水和5.16（16英尺11英寸）的后吃水。它们的满载排水量为4,535公噸（4,463長噸）。船体采用纵向钢框架构造，其中马格德堡号、斯特拉斯堡号和施特拉尔松德号设有十四个水密舱室；布雷斯劳号的船体则被分成十六个水密舱室。全部四艘舰都含一个占龙骨长度比重为45%的双层船底。

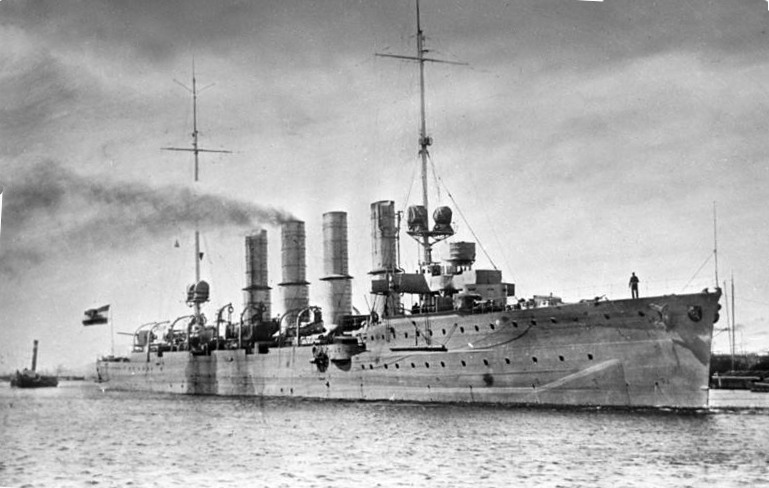
在德国服役期间的布雷斯劳号

马格德堡级舰只的标准船员编制为18名军官和336名水兵。它们还配备了一些小型舰载艇，其中包括1艘哨艇、1艘驳船、1艘独桅纵帆船、2艘高低桅帆船和2艘小划艇。德国海军将这些舰只视为良好的远洋船具，有轻微的上风舵和温和的浪涌摇荡幅度。舰只易于操纵，但入弯迟缓。转向由单台大型舵机控制。它们在逆浪中的速度损失较小，但在满舵时的降速则高达60%。舰只的横向稳心高度为0.79米（2英尺7英寸）。
马格德堡级舰只的推进系统由各种类型的蒸汽轮机组成。各艘同级舰的涡轮机均由不同的制造商生产，以评估每一款的设计和配置。马格德堡号的三台发动机由贝格曼生产，用以驱动三个直径为2.75（9英尺0英寸）的三叶螺旋桨。布雷斯劳号配备了四台伏尔铿涡轮机，它们为四个直径为2.47（8英尺1英寸）的三叶螺旋桨提供动力。斯特拉斯堡号设有一对船用式涡轮机和两个3.4（11英尺2英寸）宽的螺旋桨。施特拉尔松德号最初的推进系统配置与马格德堡号相同，但其中心轴在战争结束后遭到拆除。全部四种推进系统的额定功率为25,000匹軸馬力（18,642千瓦特），但在使用过程中都能达到更高的速度。
马格德堡级舰只的涡轮机由十六台燃煤船用式水管锅炉提供动力，但其后又改造为将燃油喷洒在煤上以提高燃烧效率。它们在中心线上被分成五个锅炉舱。这些舰只的最高速度为27.5節（50.9每小時），但全部四艘舰在速度试验中都超过了这个速度至少半节以上。这些舰只可携带1,200公噸（1,200長噸）燃煤和额外106公噸（104長噸）燃油，这使它们能够以12節（22每小時）的速度续航5,820海里（10,780）。若以25節（46每小時）行驶，则航程范围大幅下降至900海里（1,700）。马格德堡号、斯特拉斯堡号和施特拉尔松德号各有四台涡轮发电机，它们在220伏特电压下的总输出功率为320千瓦特（430匹馬力）；布雷斯劳号则仅设两台发电机。

### 武器及装甲

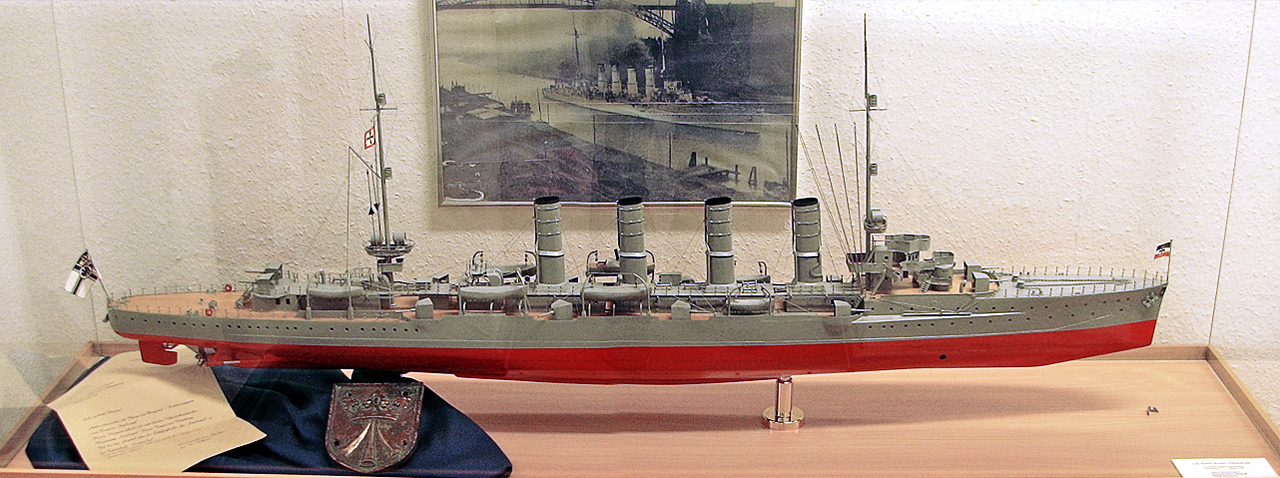
陈列于丹霍尔姆海军博物馆内的马格德堡级巡洋舰模型

马格德堡级舰只配备有十二门单装105毫米45倍径速射炮。其中两门并排布置在艏艛前方，八门设于舰舯、每边各四门，以及两门并排布置在舰艉。炮管的仰角可提升至30°，使其可以瞄准最高达12,700（13,900碼）开外的目标。它们共提供1800发弹药，其中每炮150发。此外，它们还标配搭载有两具500（19.7英寸）鱼雷管和五枚鱼雷，均浸没舷侧的船体内。全部四艘舰也可携带120枚水雷。
在它们的整个服役生涯中，除马格德堡号外，其余舰只的武器都作了升级。1916年，布雷斯劳号的两门105毫米炮被替换为射程达17,600（19,200碼）的150毫米45倍径速射炮。翌年，其余的十门105毫米炮也被替换为六门150毫米炮。斯特拉斯堡号于1915年重新装备了七门150毫米炮、两门88毫米45倍径速射炮以及两具安装在甲板上的500毫米鱼雷管。施特拉尔松德号也进行了类似的修改，但其浸没式鱼雷管在改装过程中被移除。
马格德堡级舰只受到水线装甲带的保护。这条装甲带在舰舯的厚度为60（2.4英寸），至舰艏处弱化为18（0.71英寸）。舰艉则不设装甲。甲板前侧由60毫米厚的装甲覆盖，舯部为40（1.6英寸）厚，艉部厚度则为20（0.79英寸）。40毫米厚的斜面装甲与甲板和水线装甲带相连。司令塔的侧部有100（3.9英寸）厚、顶部为20毫米厚。测距机还额外增加了30（1.2英寸）厚的钢板。主炮则配备有厚度为50（2.0英寸）的炮挡。

## 建造
马格德堡号是为替代老旧的小巡洋舰鵟号而以“鵟替舰（Ersatz Bussard）”为代号进行订购，并于1910年在不来梅的威悉船厂开始架设龙骨。它于1911年5月13日下水，之后展开舾装工作。至1912年8月20日，舰只正式投入公海舰队使用。布雷斯劳号是为替代小巡洋舰隼号而以“隼替舰（Ersatz Falke）”为代号订购，并于1910年在斯德丁的伏尔铿船厂开建。它于1911年5月16日下水，之后的舾装工作则一直持续至1912年中，至1912年8月20日加入公海舰队。
斯特拉斯堡号是以“神鹫替舰（Ersatz Condor）”为代号进行订购，目的是要替代老旧的小巡洋舰神鹫号。其龙骨于1910年在威廉港的帝国船厂开始架设。它于1911年8月24日下水，并在舾装工作结束后于1912年10月9日投入舰队使用。施特拉尔松德号则是为替代小巡洋舰鸬鹚号而以“鸬鹚替舰（Ersatz Cormoran）”为代号进行订购，并于1910年在不来梅的威悉船厂开始架设龙骨。舰只于1911年11月4日下水，至1912年12月10日投入使用。

### 同级舰
| 舰只           | 造船厂           | 命名来源     | 架设日期 | 下水日期      | 入役日期       | 结局                                    |
| -------------- | ---------------- | ------------ | -------- | ------------- | -------------- | --------------------------------------- |
| 马格德堡号     | 不来梅威悉船厂   | 马格德堡     | 1910年   | 1911年5月13日 | 1912年8月20日  | 1914年8月26日搁浅并沉没于芬兰湾         |
| 布雷斯劳号     | 斯德丁伏尔铿船厂 | 布雷斯劳     | 1910年   | 1911年5月16日 | 1912年8月20日  | 1918年1月20日触雷并沉没于印布洛斯岛附近 |
| 斯特拉斯堡号   | 威廉港帝国船厂   | 斯特拉斯堡   | 1910年   | 1911年8月24日 | 1912年10月9日  | 1944年9月23日沉没于拉斯佩齐亚           |
| 施特拉尔松德号 | 不来梅威悉船厂   | 施特拉尔松德 | 1910年   | 1911年11月4日 | 1912年12月10日 | 1935年拆解报废                          |

## 服役历史

### 马格德堡号
马格德堡号在入役后即取代小巡洋舰奥格斯堡号担任鱼雷试验船，至第一次世界大战于1914年爆发后再重返现役，并被部署至波罗的海。在波罗的海，马格德堡号于8月2日打响了战争中针对俄国的第一枪，当时它炮击了利鲍的港口。在8月底之前，它还参与了一系列轰炸俄军阵地的行动。8月26日，舰只加入了对芬兰湾入口处进行扫荡的行动；当它驶至爱沙尼亚沿岸时，不慎在奧斯穆斯島擱淺，无法挣脱。两艘俄国巡洋舰出现并占领了马格德堡号。共有15名船员在短暂的交战中阵亡。俄国人在舰上找到了三本完整的德军代码簿，其中一本移交给了英国人。在掌握解密德国无线电信号的能力后，使英国有能力在战争期间多次伏击德军部队，其中包括日德兰海战。俄国人部分报废了马格德堡号，而在残骸完全销毁之前，它仍然维持接地状态。

### 布雷斯劳号

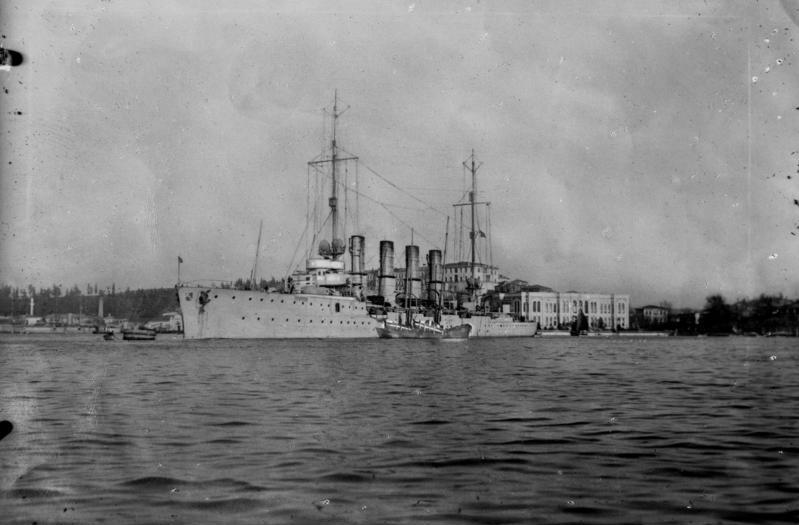
悬挂奥斯曼旗帜的米迪利号

入役后，为响应巴尔干战争，布雷斯劳号于1912年与战列巡洋舰格本号一同被分配至地中海分队。在成功避开地中海的英国军舰而抵达君士坦丁堡后，布雷斯劳号及格本号移交奥斯曼海军使用，以吸引奥斯曼人加入第一次世界大战的同盟国。两艘舰只分别更名为“米迪利号（Midilli）”和“严君苏丹塞利姆号（Yavuz Sultan Selim）”，并在奥斯曼舰队得到了广泛的运用，主要是在黑海对抗俄国黑海舰队。1914年10月，这两艘舰和其他几艘奥斯曼帝国的舰只袭击了俄国的港口，引发了俄罗斯的宣战。
米迪利号积极在俄国沿岸布设雷区、轰炸俄国的港口和设施，并在奥斯曼商船短缺的情况下，将士兵和物资运送至黑海港口，为在高加索战役中作战的奥斯曼军队提供补给。它曾数次遭俄国舰只轻微致损，但最严重的破坏是在1915年的一枚水雷造成的，这使它在长达一年半的时间里无法使用。米迪利号于1918年1月在印布洛斯岛海战期间再度触雷并沉没，在那里，严君苏丹塞利姆号同样触雷并严重受损。它的大部分船员在沉没时遇难。

### 斯特拉斯堡号

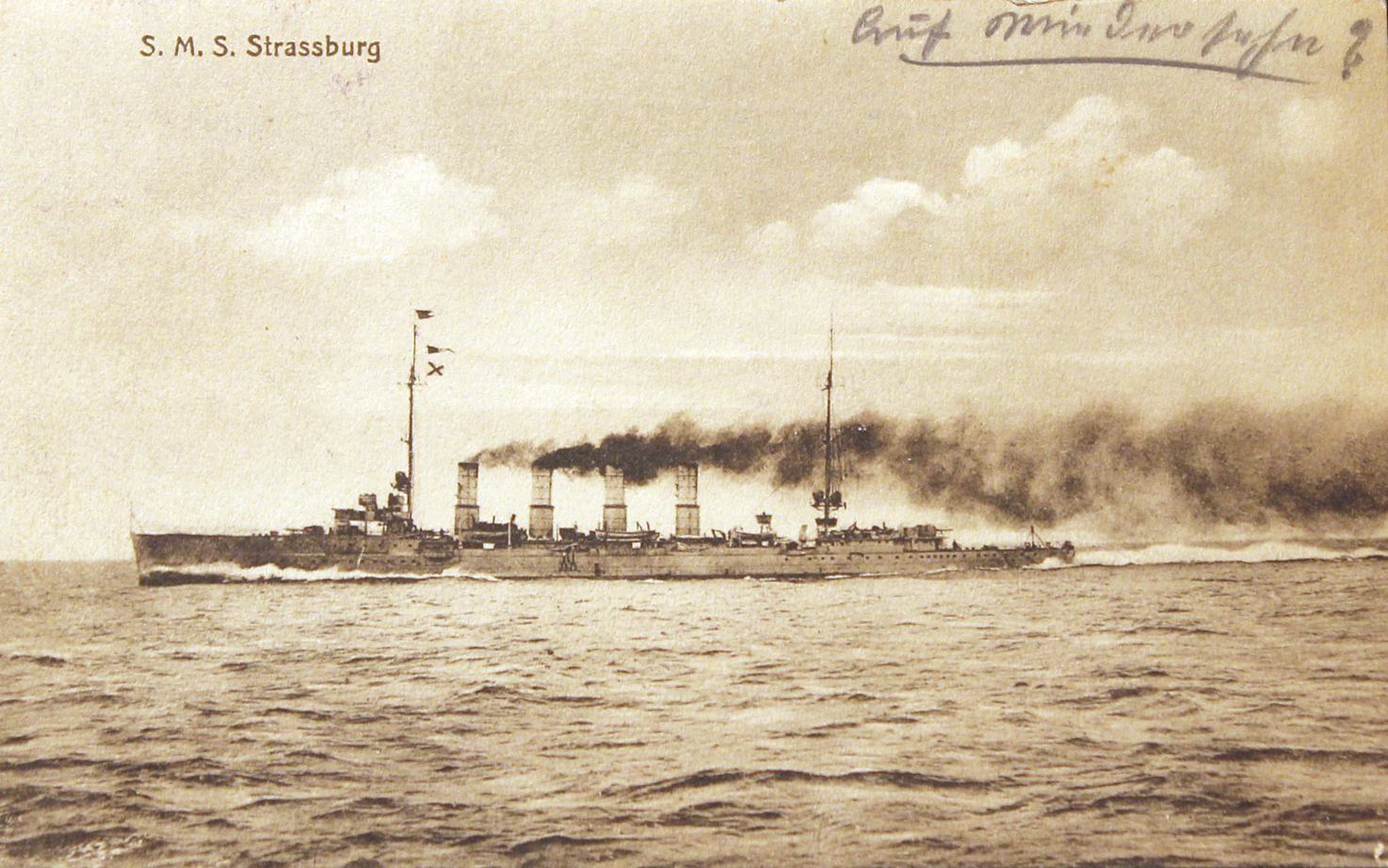
高速航行中的斯特拉斯堡号

斯特拉斯堡号的首年是在海外服役，之后被分配至公海舰队的侦察部队。它于1914年8月的黑尔戈兰湾海战中参与了重大行动，并出席了1914年12月的突袭斯卡布罗、哈特尔浦及惠特比。至1916年，舰只被转移至波罗的海与俄国海军作战。它于1917年10月在里加湾的阿尔比恩行动中有所行动，其中包括在穆胡岛海战期间为战列舰国王号和边境总督号提供屏护。在战争的最后几周，她返回北海准备对英国大舰队发动总决战行动，并参与了导致这次行动被取消的哗变。
斯特拉斯堡号曾于1919年重新组建的魏玛国家海军内短暂服役，然后作为战利舰被转移至意大利。它于1920年7月正式移交，并更名为“塔兰托号（Taranto）”进入意大利皇家海军服役。在1936－1937年，舰只为执行殖民地勤务而进行了重建，并安装了额外的高射炮。在第二次世界大战期间，塔兰托号没有参与任何重大行动，直至意大利签署停战协议。它被意大利海军凿沉，由德国俘获及打捞上岸，并由盟军轰炸机于1943年10月击沉。德国人再次打捞起舰只，却于1944年9月遭轰炸机第二度击沉。塔兰托号最终于1946－1947年间拆解报废。

### 施特拉尔松德号
施特拉尔松德号于其服役生涯的大部分时间内都在公海舰队的侦察部队度过。它参与了第一次世界大战初期的重大行动，其中包括对英国沿岸的数次出击、以及1914年8月的黑尔戈兰湾海战和1915年1月的多格滩海战。它在所有行动中都未受损。而当日德兰海战爆发时，该舰正身处船坞内，因此错过了交战。战争结束后，舰只在交予协约国之前曾短暂服役于魏玛国家海军。它由法国海军获得，并在那里更名为“米卢斯号（Mulhouse）”后一直服役至1925年。它于1933年正式除籍，继而在两年后拆解报废。